# غاريت ماكلولين
غاريت ماكلولين (بالإنجليزية: Garrett McLaughlin)‏ هو لاعب كرة قدم أمريكي في مركز الهجوم، ولد في 10 نوفمبر 1997 في أوكلاهوما سيتي في الولايات المتحدة. لعب مع Rio Grande Valley FC Toros ‏.